# Vegetable Men
Vegetable Men, progetto italiano di neo-psichedelia nato a Pescara nel 1986, il cui nome riprende il titolo di un brano di Syd Barrett. Nella loro carriera hanno pubblicato un solo album, It's Time to Change, considerato "uno dei capolavori della psichedelia italiana".

## Storia
I Vegetable Men nacquero nel 1988 dalla fusione della precedente band post-punk chiamata "Gift" (Sala e Burchielli) e del gruppo Pop "A Special Night" (Prosperi e Del Conte). La band sviluppò una originale forma di rock psichedelico mescolata a folk e blues, riscuotendo il plauso della critica fin dalle prime cassette autoprodotte, intitolate Vegetable Men (1987) e Insects (1987).
Nel 1988 vincono il concorso Indipendenti '87 organizzato dalla rivista musicale Fare Musica, pubblicando così il loro primo 7" intitolato It's Time to Change (Toast Records, 1989). Sempre la Toast Records inserirà la loro The Sailors nella compilazione Oracolo. Nel 1989 parteciparono ad Arezzo Wave, festival dal quale usciva ogni anno l'omonima compilation, nella quale inserirono il loro brano My Brain and My Boots.
Già sotto contratto della Toast Records, i Vegetable Men pubblicarono nel 1989 il loro album dal titolo It's Time to Change, riconosciuto in seguito come "uno dei capolavori della psichedelica italiana" degli anni '80.
In seguito alcuni loro brani furono inseriti nelle compilation Strade Rock on the Roads (Five, 1989) e Punto Zero Numero 2 (Toast Records, 1990).

## Discografia

### Demo
- 1987 - Vegetable Men (autoprodotto)
- 1987 - Insects (autopodotto)

### 33 giri
- 1989 - It's Time to Change (Toast Records)

### 45 giri
- 1988 - Van Gogh's Blues Blu Bus/It's a Reflex (Toast Records)

### Partecipazioni a compilation in vinile
- 1988 - Arezzo Wave '88 (Hiara)
- 1989 - Oracolo (Toast Records)
- 1990 - Punto Zero n.2 (Toast Records)
- 2010 - Vinile italiano (libro+10' pollici)